# Rally Fighter
Rally Fighter – samochód sportowo-terenowy klasy średniej produkowany przez amerykańskie przedsiębiorstwo Local Motors w latach 2010 – 2016.

## Historia i opis modelu

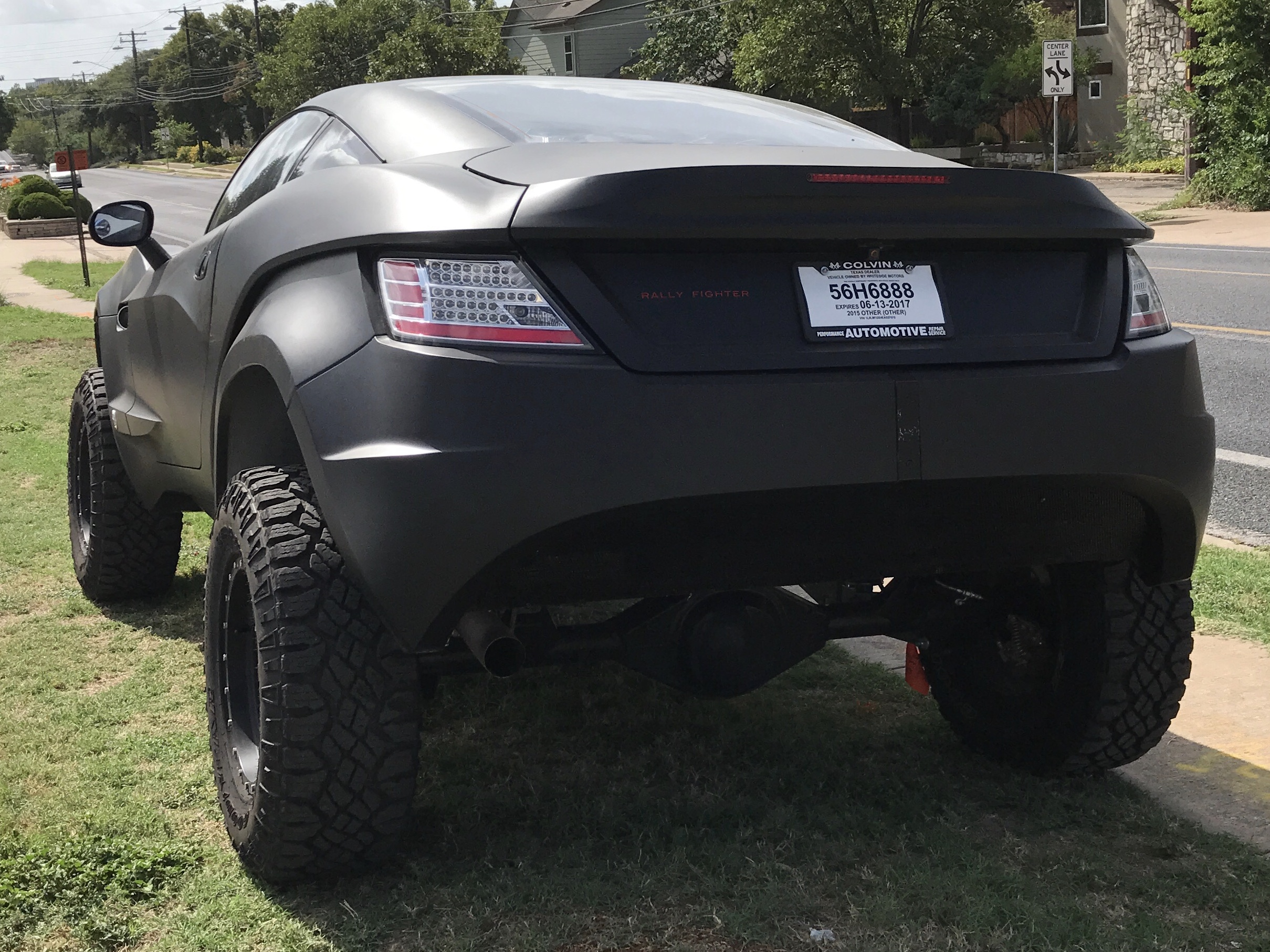
Rally Fighter - tył

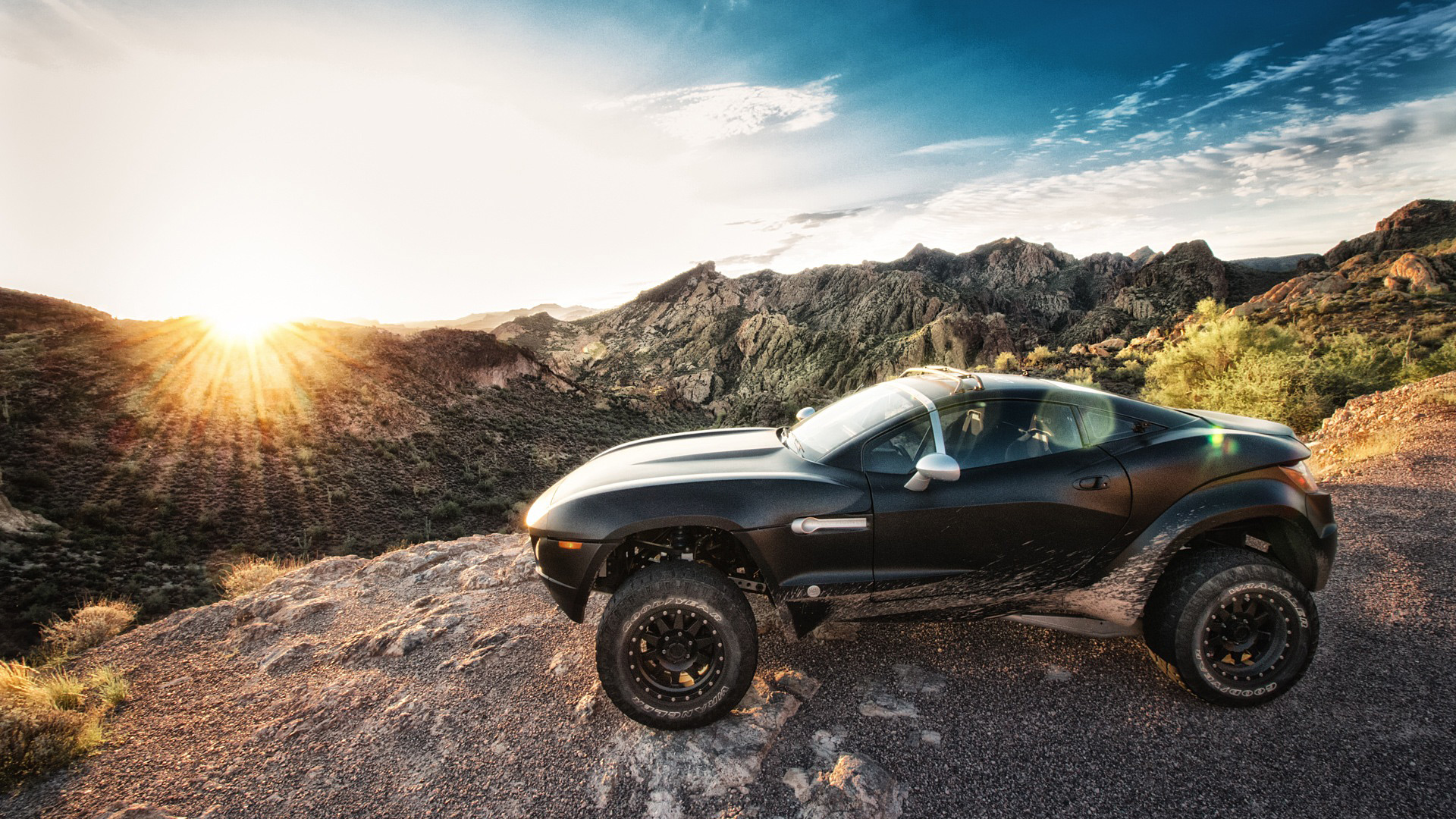
Rally Fighter - sylwetka

Samochód Rally Fighter opracowany został przez amerykańskie przedsiębiorstwo Local Motors w ramach koncepcji otwartej współpracy z sympatykami i zainteresowanymi, prowadząc wymianę pomysłów pod kątem wyglądu, koncepcji czy rozwiązań technicznych. W ten sposób Rally Fighter został zbudowany w rekordowo krótkim czasie 18 miesięcy, krótszym czterokrotnie od standardowego procesu.
Koncepcja Rally Fightera łączy sportowe, dwudrzwiowe coupe z samochodem terenowym o wysokim prześwicie, wysoko osadzonym zawieszeniu i masywnych oponach o profilu pozwalającym na swobodną jazdę po bezdrożach. Charakterystycznym elementem zostały nisko osadzone, okrągłe reflektory.
Układ napędowy Rally Fightera utworzył benzynowy widlasty silnik typu V8 konstrukcji General Motors o mocy 436 KM i pojemności skokowej 6,2-litra.

### Sprzedaż
Po premierze w 2009 roku, produkcja Rally Fightera w tzw. mikrofabryce Local Motors w mieście Chandler w amerykańskim stanie Arizona rozpoczęła się w 2010 roku i trwałą przez kolejne 6 lat. Podczas tego okresu ręcznie zbudowano 50 egzemplarzy, za których cena wywoławcza wynosiła 100 tysięcy dolarów.

### Silnik
- V8 6.2l GM LS3